# Александріна Прусська (1803—1892)
Александріна Прусська (нім. Alexandrine von Preußen), повне ім'я Фредеріка Вільгельміна Александріна Марія Олена (нім. Friederike Wilhelmine Alexandrine Marie Helene, Prinzessin von Preußen), 23 лютого 1803 — 21 квітня 1892) — прусська принцеса з династії Гогенцоллернів, донька короля Пруссії Фрідріха Вільгельма III та принцеси мекленбург-Штреліцької Луїзи, дружина великого герцога Мекленбург-Шверіна Пауля Фрідріха.

## Біографія
Александріна народилась 23 лютого 1803 року в Королівському палаці Берліна. Вона була шостою дитиною та третьою донькою в родині короля Пруссії Фрідріха Вільгельма III та його першої дружини Луїзи Мекленбург-Штреліцької. Ім'я Александріна вона отримала на честь російського імператора Олександра I, що став одним із її хрещених батьків. Мала старших братів Фрідріха Вільгельма, Вільгельма і Карла та сестру Шарлотту. Інша сестра, Фредеріка, померла ще до її народження.

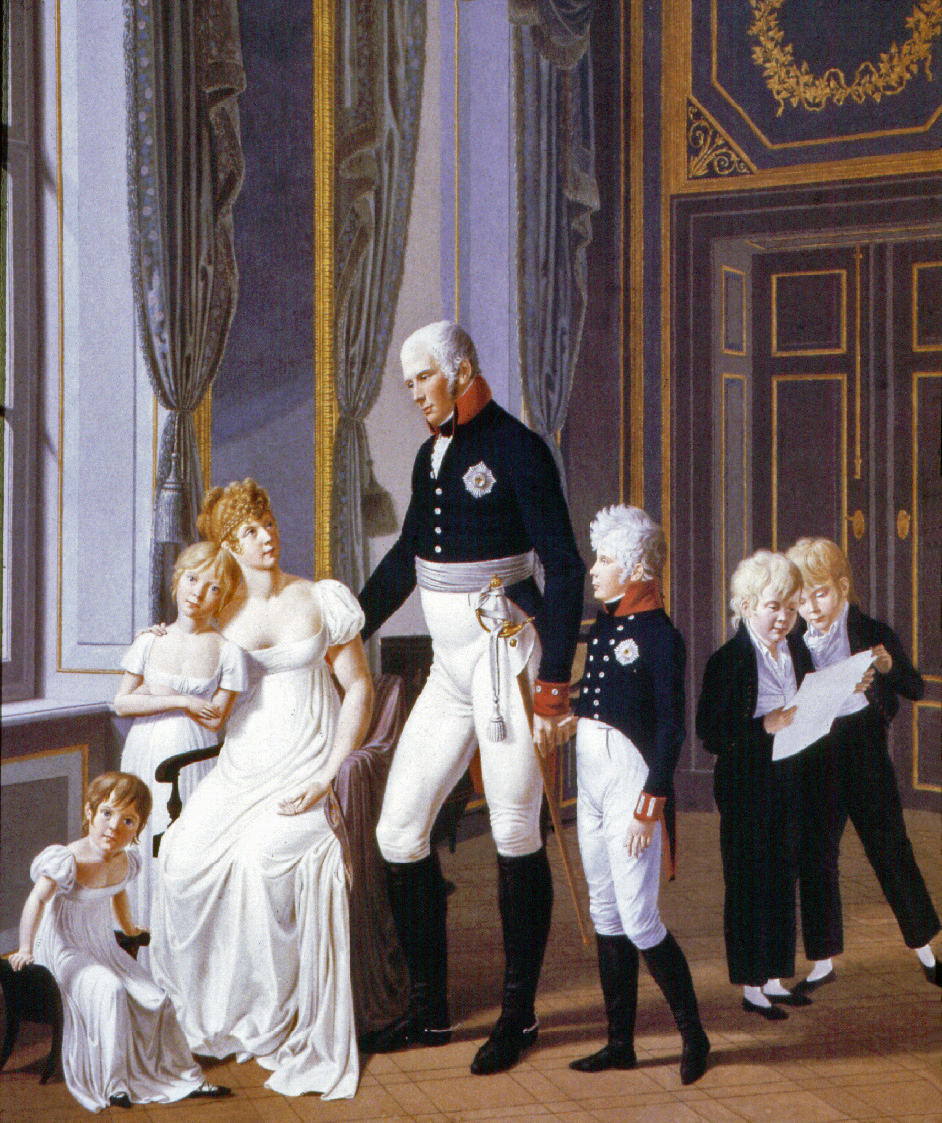
Александріна (крайня зліва) у колі родини, 1806

9 жовтня 1806 року Пруссія оголосила війну наполеонівській Франції, а вже 27 жовтня Наполеон захопив Берлін. Королівська сім'я рятувалася втечею, вирушивши на схід до Кенігсберга, і далі, по Куршській косі до Мемеля. Матір в цей час була важко хворою на тиф. У Мемелі Гогенцоллерни зустрілися з імператором Олександром I, який пообіцяв Прусії військову допомогу. Однак, і його війська за півроку зазнали поразки у битві під Фрідландом. Після підписання Тільзитського миру, Фрідріху Вільгельму III було заборонено повертатися до Берліна. Новим притулком родини на наступні два роки став Кенігсберг. Лише у грудні 1809 року королівська сім'я повернулася до столиці. У Александріни до цього часу з'явилися молодша сестра Луїза та брат Альбрехт. На жаль, вже за півроку їхня матір померла у замку Гогенціріц. Батько не став одружуватися вдруге, натомість родина згуртувалася і всі підтримували одне одного. Це відчуття єдності принцеса пронесла крізь все своє життя.

Після весілля старшої доньки Шарлотти із російським великим князем Миколою Павловичем у 1817 році, Фрідріх Вільгельм III почав шукати підходящу партію для Александріни. Шведському кронпринцу Оскару було відмовлено із політичних міркувань: дім Бернадотів не вітався у колі давніх династій. Прийнятою стала пропозиція майбутнього спадкоємця великого герцогства Мекленбург-Шверін Пауля Фрідріха. Німецький хроніст Карл Август фон Ензе писав з цього приводу:«Шлюб принцеси Александріни не був популярним серед народу, оскільки всі знали, що в цьому союзі ніякого кохання немає, лише гра».

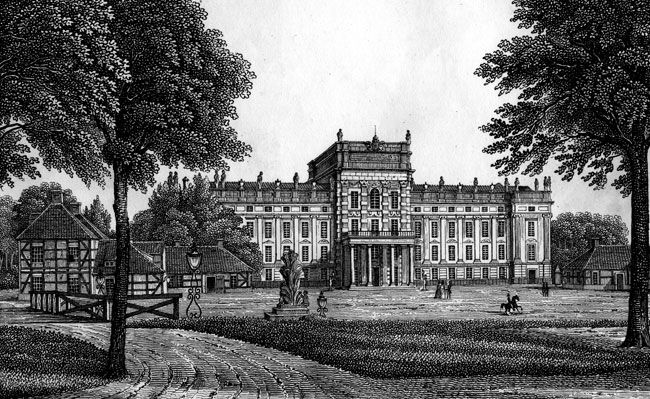

Церемонія поєднання Александріни та Пауля Фрідріха відбулася 25 травня 1822 року в Королівському палаці Берліна. Нареченій виповнилося 19 років, нареченому — 21. Після весілля молодята оселилися у палаці столичного Людвігслуста. Там у подружжя народилося троє дітей. Після народження мертвої доньки у 1828 році, Александріна більше дітей не мала.
Шлюб із Паулем Фрідріхом виявився не надто вдалим. Чоловік був військовою людиною, мало цікавився дружиною та дітьми. Александріна, навпаки, була відданою, люблячою матір'ю, що турбувалася про культурний розвиток дітей. Будучи не надто інтелектуальною, вона, тим не менш, слухала наукові лекції та читала багато книжок. Її описували як дотепну та веселу жінку, що часто сміялася.
Займалася принцеса благодійністю, спрямованою, в основному, на дітей. Найвідомішим закладом є, заснований нею у 1829, Alexandrinenstift, що є найстарішим дитячим садком Мекленбурга.

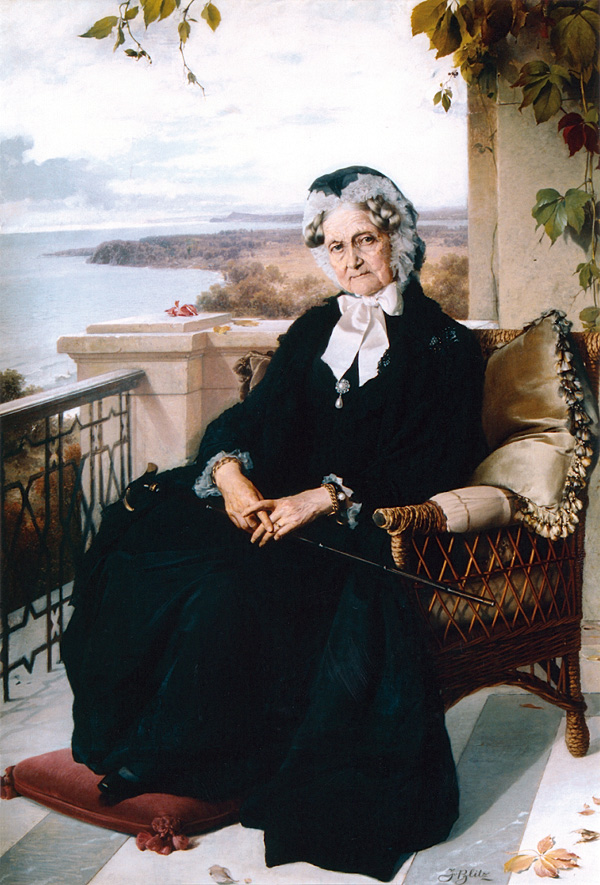
Александріна бл. 1880 року

У 1837 році Пауль Фрідріх став правителем і переніс столицю до Шверіна. Резиденцією подружжя став Старий палац міста.
1839 року великий герцог наказав Георгу Деммлеру збудувати віллу в середземноморському стилі на морському узбережжі в Хайліґендаммі. Її Пауль Фрідріх представив дружині як подарунок. Дім отримав назву котедж Александріни.
У 1842 році чоловік раптово помер, внаслідок переохолодження при пожежі, що трапилася в Шверіні. Престол успадкував їхній старший син Фрідріх Франц. Вдовіюча велика герцогиня продовжила мати політичну вагу. Називали її тепер Велика герцогиня-матір.
Надалі жила у котеджі Александріни на узбережжі Балтики та у старому шверінському замку, що отримала як удовину долю.
Велика герцогиня прожила довге життя і пережила всіх своїх дітей. Померла у 89-річному віці 21 квітня 1892 року у своєму палаці в Шверіні. Похована поруч із чоловіком у Шверінському соборі.

## Родина
Чоловік — Пауль Фрідріх, великий герцог Мекленбург-Шверінський
Діти:
- Фрідріх Франц (1823—1883) — наступний великий герцог Мекленбург-Шверіна, був тричі одружений, мав одинадцятеро дітей від усіх шлюбів;
- Луїза (1824—1859) — дружина князя цу Віндіш-Грец Гуго, мала сина і трьох доньок;
- Вільгельм (1827—1879) — прусський вояка, був одруженим із Александріною Прусською, мав єдину доньку.

## Нагороди
- Орден Луїзи;
- Орден Святої Катерини.